# Arctic Boosh

Промопостер

Arctic Boosh — спектакль 1999 года, написанный и поставленный Джулианом Бэррэттом и Ноэлем Филдингом. Также с ними выступал Рич Фулчер. Этот спектакль был вторым спектаклем, проводимым комик-группой Майти Буш на Эдинбургском фестивале искусств.

## Представление
В 1999 году Филдинг И Бэррэтт вернулись на Эдинбургский фестиваль искусств с новым представлением — Arctic Boosh. Билеты на представление всегда распродовались полностью, а также он был номинирован на премию Perrier Comedy Award.
На этот раз Филдинг и Бэррэтт выступали в роли почтальонов (вместо смотрителей зоопарка, как это было на спектакле The Mighty Boosh в 1998 году), которые отправились в Арктику в поисках мифического яйца Мантумби. Приблизительно на таком же сценарии будет основан эпизод «Tundra» из будущей работы комик-группы — телешоу Майти Буш.
Arctic Boosh был первым спектаклем, в котором присутствовал Дэйв Браун. Он играл в нём некоторых персонажей, а также работал в качестве хореографа и фотографа.